# Ben Brooks
Ben Brooks (Gloucestershire,1992) és un novel·lista anglès. Ha publicat sis llibres dels quals dos han estat publicats en català per l'editorial Empúries: Fes-te gran (Grow Up en la versió anglesa) i Lolito, la seva novel·la més recent. Va ser nominat als Premis Pushcart i la seva obra ha format part de l'antologia impresa del millor de la web que Dzanc Books publica cada any. Brooks va viure durant una temporada a Barcelona i a Tiana (Barcelona), i actualment resideix a Berlín.

## Obres traduïdes al català
- Fest-te gran. Blackie Books, 2011.
- Lolito. Empúries, 2014
- La Història Impossible d'en Sebastian Cole. Blackie Books, 2020.